# Avicularia gamba
Avicularia gamba is een spinnensoort in de taxonomische indeling van de vogelspinnen (Theraphosidae).
Het dier behoort tot het geslacht Avicularia. De wetenschappelijke naam van de soort werd voor het eerst geldig gepubliceerd in 2009 door Bertani & Fukushima.